# Parc national Sirmilik
Le parc national Sirmilik est un parc national canadien situé dans le territoire du Nunavut à l'extrémité nord-est de la Terre de Baffin. Son nom signifie « l'endroit des glaciers » en inuktitut. Le parc Sirmilik fut créé en 1999.
Le parc comprend trois zones: l'île Bylot, le chenal Oliver et la péninsule Borden.

## Galerie de photos

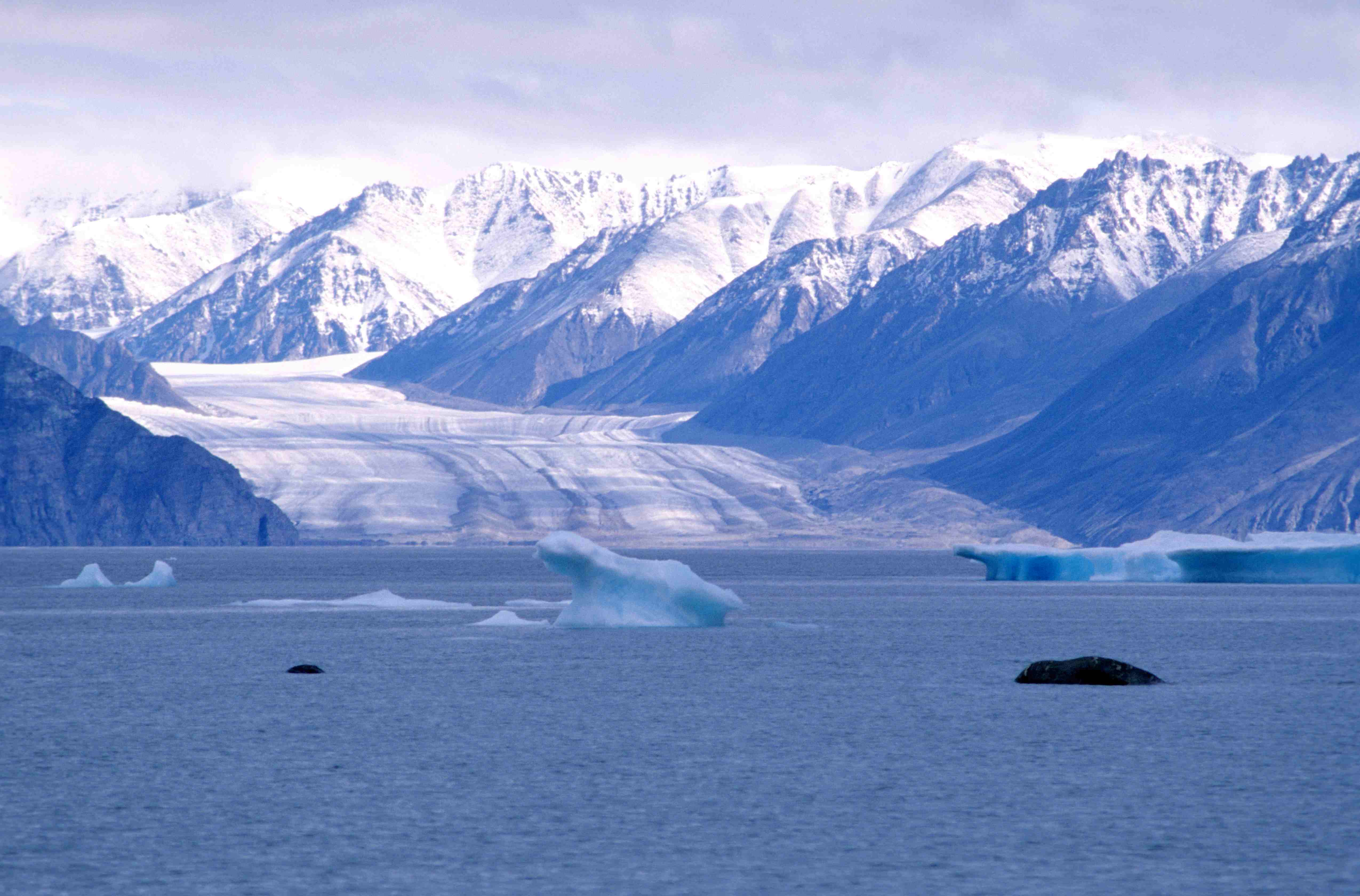
Glacier Kaparoqtalik
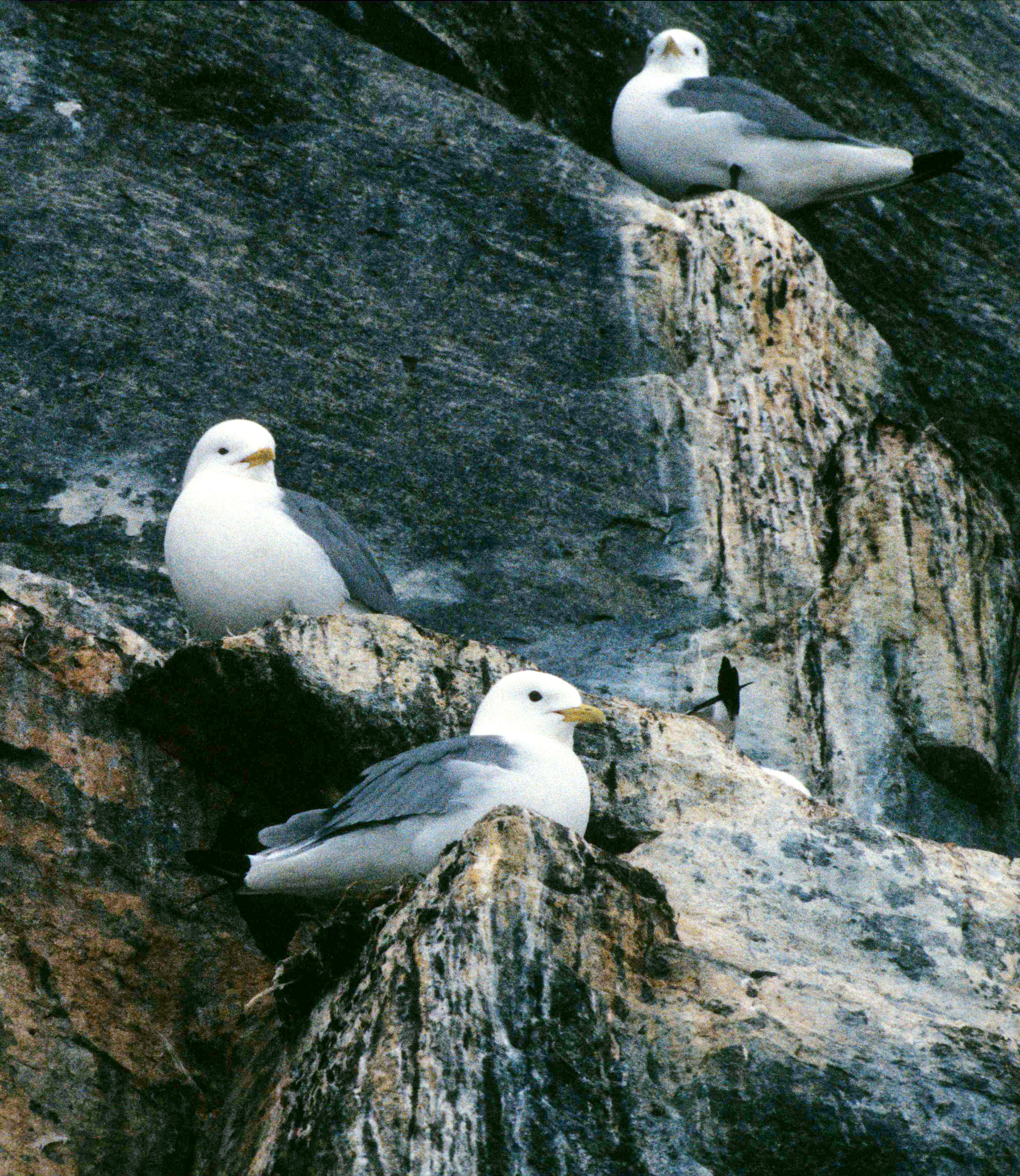
Mouettes tridactyles sur les falaises au Cap Graham Moore
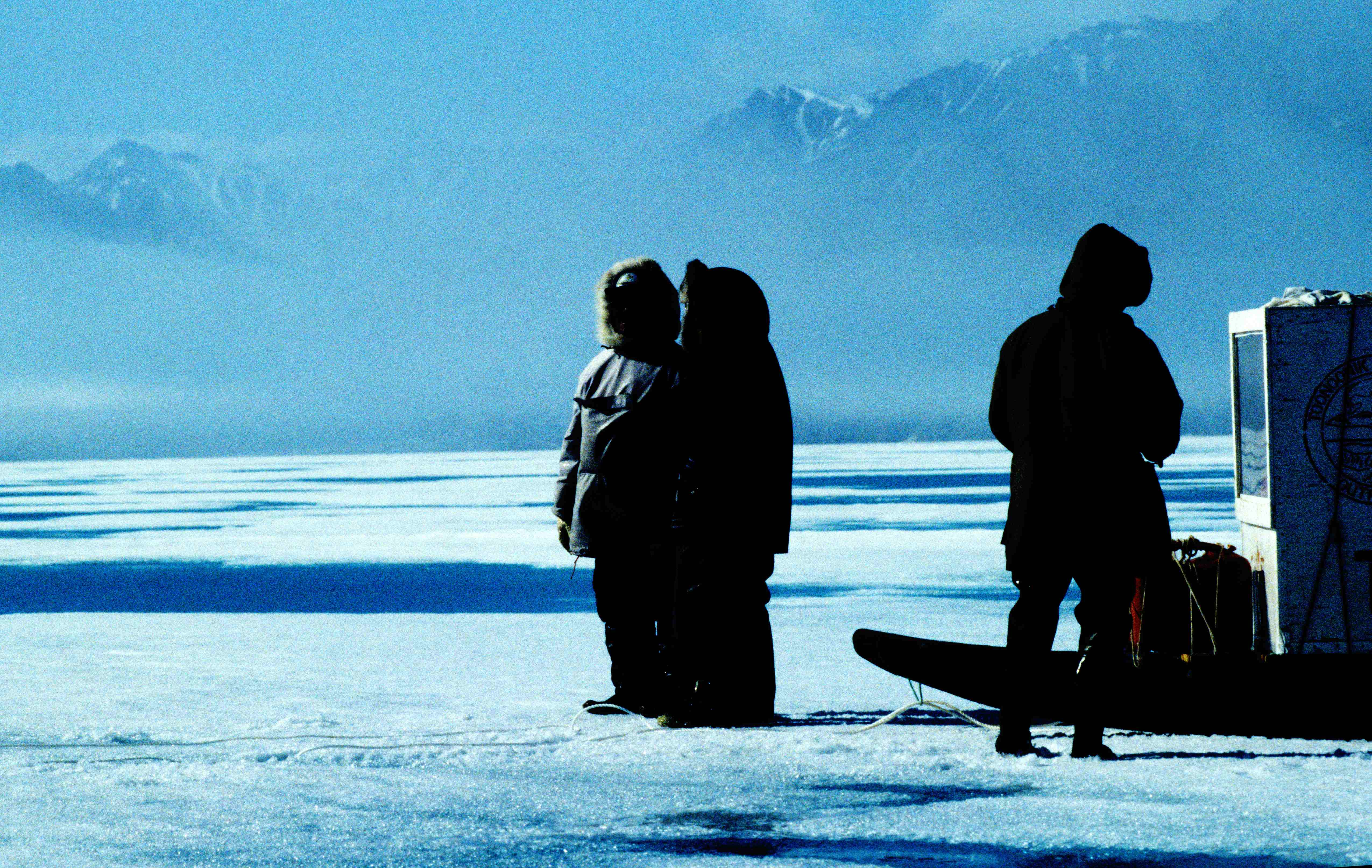
Inuits sur la mer de glace en face de l'île Bylot
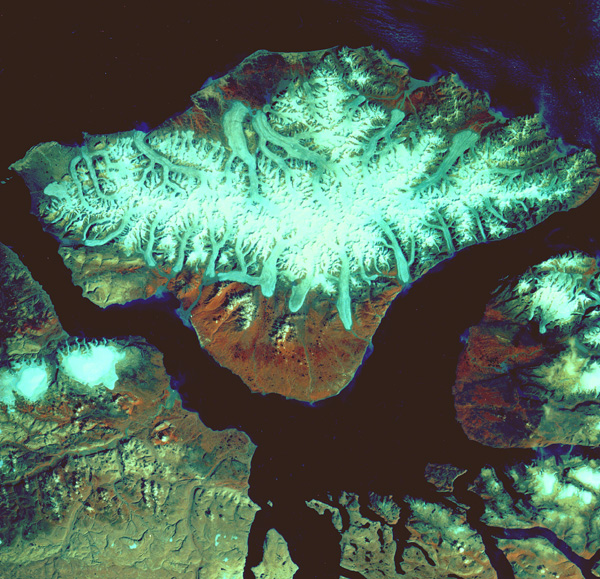
image de la NASA de l'île Bylot